# Hockey Club de Nantes
Le Hockey Club de Nantes est un club de hockey sur gazon nantais évoluant au niveau national et basé dans le quartier du vieux Doulon, sur le stade de La Colinière  au 121, rue du Landreau.

## Histoire
Le hockey sur gazon apparaît à Nantes dans les années 1920, mais c'est seulement en 1940 qu'est créée la première structure, le NHC (Nantes Hockey Club). Près d'une trentaine d'années plus tard, en 1967, est lancée la section hockey du NEC (Nantes Étudiants Club). Ces deux entités fusionnent en 1971. En 1978, ce club devient avec le dépôt de nouveau statut, le HCN (Hockey Club de Nantes, association loi de 1901). Yves Gelusseau, président, fait un énorme travail avec Loïc Cottineau et Jérôme Thieullent, ils relancent les équipes pour conserver l'entité du HCN. Alain Tétard, ancien international de hockey sur gazon ayant participé aux Jeux olympiques de Munich en 1972, membre du premier bureau du HCN en est aujourd'hui le président.
Aujourd'hui, les jeunes ont un palmarès bien garni avec chez les garçons et filles plusieurs titres de champions et championnes de France.
Le HCN compte aussi dans ses rangs quelques joueurs internationaux ayant participé aux championnats -18 ans.
Le Hockey Club de Nantes comprend plus de 200 membres, des équipes masculines et féminines. Les équipes seniors garçons et filles jouent au niveau national, l'objectif des deux prochaines années pour ces deux collectifs est de rejoindre l'élite du hockey sur gazon français.
Depuis 1999, le HCN et le CDLA organisent un tournoi scolaire qui rassemble aujourd'hui plus de 2300 enfants sur l'hippodrome du Petit-Port à Nantes. Cette manifestation, le plus grand tournoi scolaire d'Europe de hockey sur gazon, permet d'attirer de nombreux jeunes au sein du club.

## Palmarès des jeunes
| Année | Filles                                                                                                | Garçons |
| ----- | --- | --- |
| 2003  | Championnes en salle des clubs benjamines                                                             | Champions de France en salle minimes de régions |
| 2004  | Championnes de France des départements benjamines. Championnes de France en salle des clubs minimes   | Champion de France sur gazon des clubs minimes |
| 2005  | Championnes de France en salle des régions minimes                                                    | Champions de France en salle des clubs cadets |
| 2006  | Championnes de France en salle des clubs minimes. Championnes de France en salle des clubs benjamines | Champions de France en salle des clubs cadet. Vice-champion de France en salle des clubs minimes en club. Vice-champions de France en salle des régions.                                            |
| 2007  | Championnes de France en salle des clubs cadettes.                                                    | Champions de France en salle des clubs minimes et Vice-champion de France en salle des clubs juniors. Vice-champion en gazon des clubs minimes. Champions de France en salle des régions Benjamins. |
| 2009  | Vice-championnes de France en salle des clubs et des régions minimes.                                 | Champions de France en salle des clubs cadets et minimes. Champions de France en salle des régions. Vice-champion de France en gazon des clubs minimes et cadets.                                   |
| 2010  | 3e des championnats de France en salle des clubs minimes.                                             | Champions de France en salle des clubs juniors, 3e des championnats de France en salle cadets et minimes.                                                                                           |

## Section Sportive Départementale
La section Sportive Départementale (SSD) de hockey sur gazon de Loire-Atlantique a ouvert ses portes il y a maintenant 6 ans au collège lycée de la Perverie à Nantes.

Elle permet aux élèves d'allier le sport et les études dans un même cadre grâce à des horaires aménagés (3 entraînements hebdomadaires intégrés dans les heures de cours).

La Section Sportive Départementale accueille des jeunes de tous le département quel que soit leur club

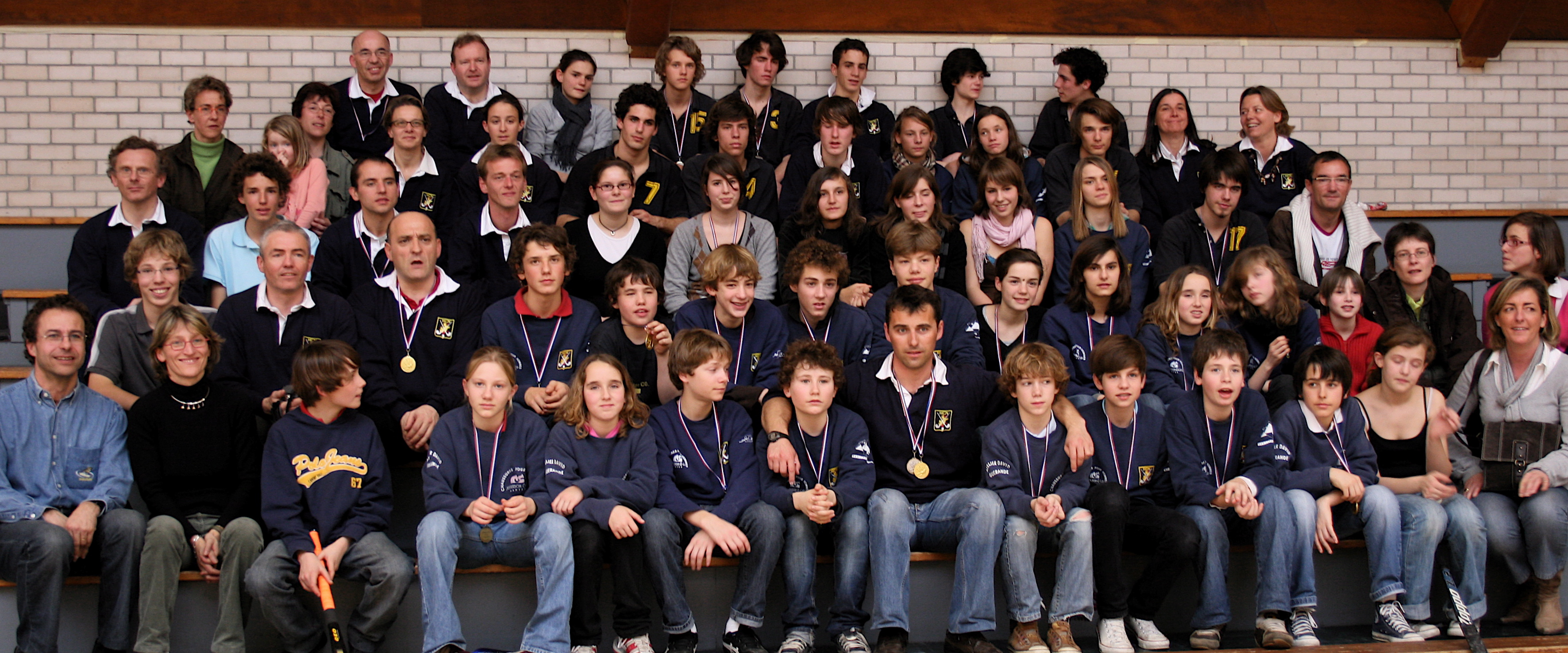
Douai 2007
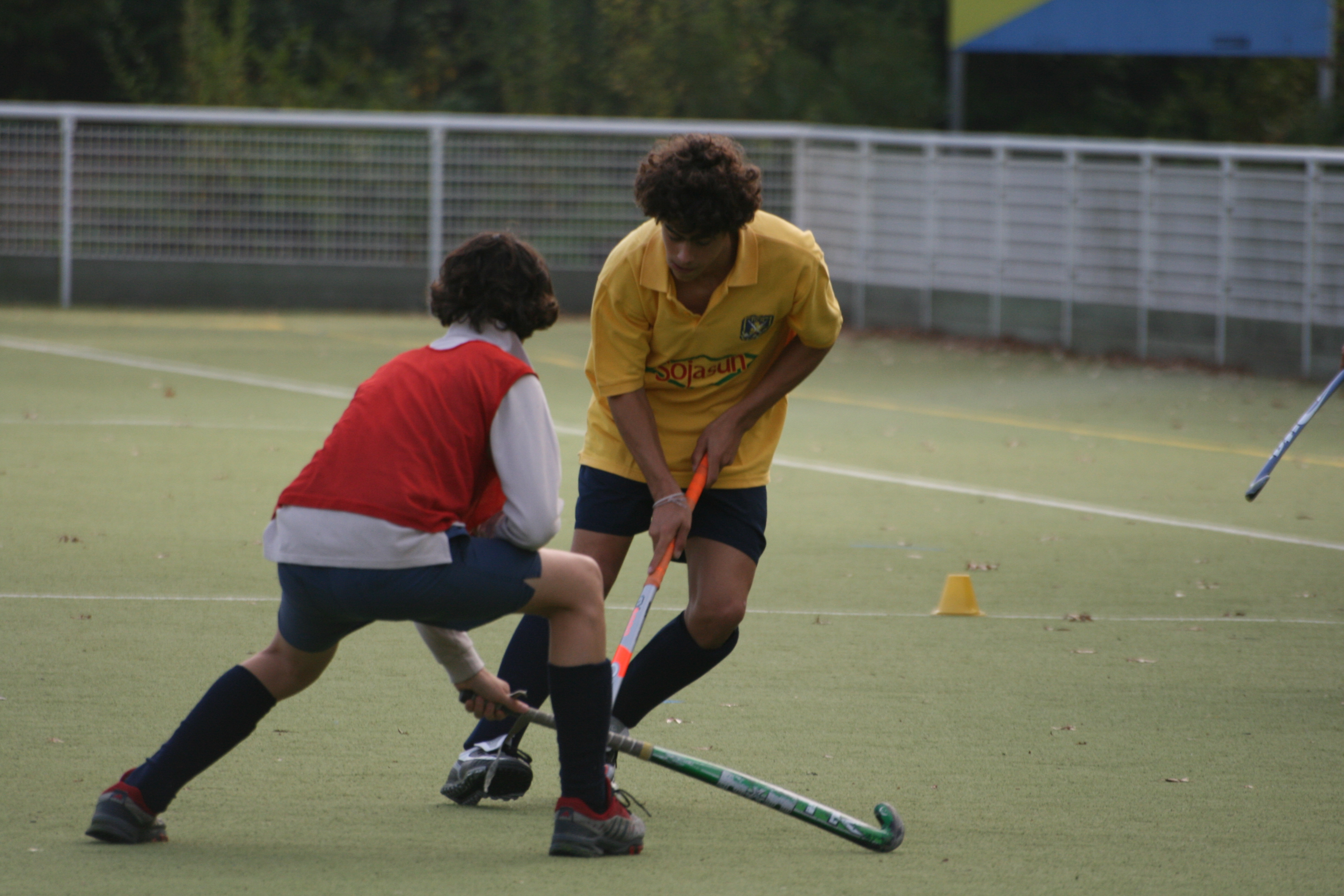
Cadets
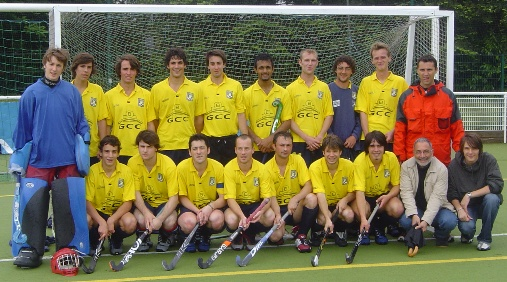
Equipe 1 masculine
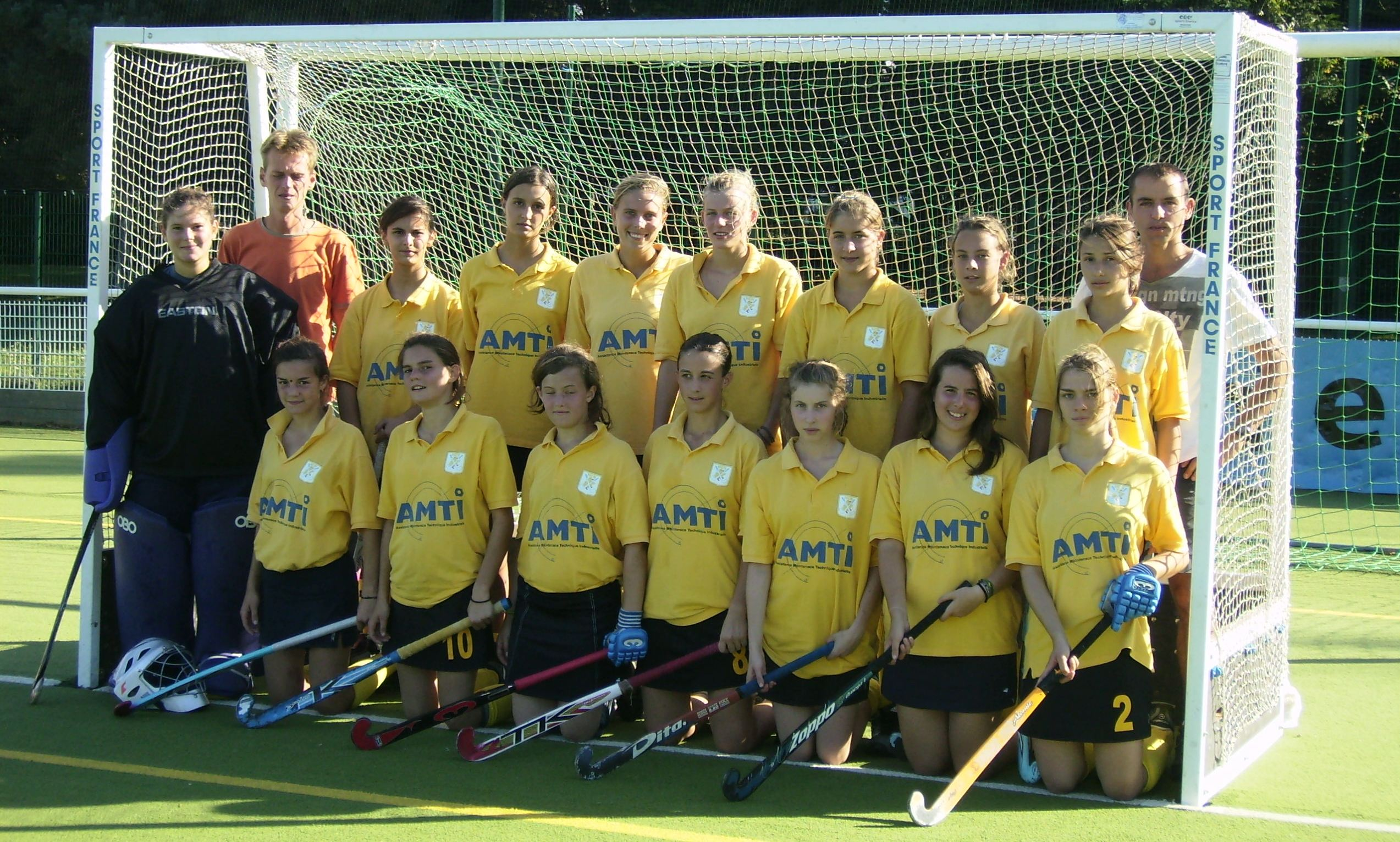
Equipe 1 féminine